# 餐叉 (大熊餐廳)
〈餐叉〉（英語："Forks"），是美國喜劇劇集《大熊餐廳》第二季的第七集，由劇集主創克里斯多福·斯托勒執導，亞歷克斯·拉塞爾編劇。該分集以艾邦·摩斯-貝克許飾演的里奇·傑里莫維奇為主角，奧莉薇亞·柯爾曼和吉利安·雅各布斯客串演出，講述里奇到高級餐廳實習並找回人生目標的經歷。
該分集普遍獲得正面評價，主要在劇情鋪排、角色設計、配樂、演出表現等方面備受讚譽，部份媒體亦將該分集評為《大熊餐廳》第二季的最佳分集。

## 劇情
該分集設定於距離大熊餐廳開幕的四週前。里奇在卡米的要求下到一家米芝蓮三星高級餐廳實習一星期。後廚侍應主管蓋瑞在里奇進門後便將他派去抹餐叉，里奇注意到廚房中央有一塊寫著「每一秒都很重要」（"Every Second Counts"）的橫幅。里奇在抹叉期間詢問蓋瑞是不是每位實習生都要在第一天負責抹餐叉，但蓋瑞告訴他其實實習生是要抹整整一個星期才有可能被「提拔」去抹調羹。不耐煩的里奇對著蓋瑞發牢騷，指他不會輕易被卡米的「懲罰」嚇退，但蓋瑞反問他若卡米真的要懲罰他，為何會讓他到世界一流餐廳工作。
第二天，里奇繼續抹餐叉。抹了九個小時後，里奇忍不住問蓋瑞他能不能去洗碗，但蓋瑞指他們餐廳有著最頂尖的洗碗工，里奇只會徒增麻煩。里奇非常不滿，並將餐叉砸在桌上。蓋瑞把里奇叫到後巷，告訴他就算他不喜歡這份工作，也要尊重維持這家一流餐廳運作的員工、花重金來用膳的客人和他自己。隨後，餐廳員工展開會議，討論當天食客的背景審查、晚餐菜單和後廚工作分配等議題，所有職員的認真態度令里奇大開眼界。小休時，里奇致電前妻蒂芙尼，告訴她自己為女兒搶到三張泰勒絲的演唱會門票，問她有沒有興趣一同前去。在電話另一端的蒂芙尼聽到後忍住淚，告訴里奇她已經答允新男友的求婚。里奇傷心落淚，但仍祝福對方。第三天，里奇在大清早便起床上班，但在他準備抹餐叉時，蓋瑞告知他終於能夠到樓面送餐。晚餐期間，里奇站在副廚師長潔西卡身後偷師，又跟蓋瑞學習送餐的禮儀。一桌準備離開芝加哥的顧客感嘆未能嚐到當地知名的深盤披薩。里奇聽到後主動請纓為該桌客人服務，他先到外賣店購買一份深盤披薩，隨後交給主廚切件並加入菜式中。客人們看到他奉上披薩後既震驚又滿意，他更與客人開起玩笑，詢問他們要不要搭配百加得和健怡可樂，把客人哄得非常開心。當晚，他又通過了味覺盲測。回家時他一邊開車一邊温習泰勒絲的歌單，興奮地唱著。
第四天，里奇在完成工作後跟蓋瑞閒聊，期間他詢問蓋瑞有沒有職位空缺，他希望能夠留下繼續工作，但蓋瑞指自己沒權聘請員工。當晚，里奇致電卡米，抱怨他因為自己不聽從他在廚房的指揮而將他「流放」，並質問他為何要這樣羞辱自己，然而卡米為了查看觸電的尼爾而匆匆掛斷電話。最後一天，里奇在尋找光澤劑時意外與餐廳老闆泰瑞相遇，泰瑞邀請他跟自己一起削蘑菇。過程中泰瑞跟里奇分享自己的往事，並告訴里奇其實卡米一直都很相信里奇的潛力，而她自己也認為里奇的交際能力能讓他取得前所未有的成就。最後，潔西卡告訴里奇實習期已經完結，而里奇在離開餐廳時，看著廚房中央「每一秒都很重要」的橫幅若有所思。

## 製作

### 開發
〈餐叉〉由劇集主創人克里斯多福·斯托勒執導，亞歷克斯·拉塞爾（Alex Russell）編劇。
該分集以艾邦·摩斯-貝克許飾演的里奇·傑里莫維奇（Richie Jerimovich）為中心角色，摩斯-貝克許指分集中同時呈現了里奇的困境、成長和迷惘，他其實一直尋求改變，卻因盲點太多而無從入手。而當他身處一個陌生和與他自身性格不搭配的環境時，他由起初的反叛、
掙扎，到最後開始漸漸適應並改變心態，反映出里奇一角的自新成長，並在季終集與其他角色的合作中得到體現。他亦指該分集有著不少對比，例如里奇其實不想待在高級餐廳，因為該餐廳太井井有條，而里奇是一個隨心而行的人，尤其設定在前集〈七魚宴〉之後更能反映出這一點。導演克里斯多福·斯托勒在設計里奇初踏中充滿未來感的高級餐廳廚房是參考了《2001太空漫遊》和雷利·史考特的電影，而他穿著的西裝則參考了《烈火悍將》中的艾爾·帕西諾。里奇致電蒂芙尼一段原本並不在劇本中，斯托勒在拍攝前一週的週末才在電話上告訴摩斯-貝克許有意加入該段戲碼，而摩斯-貝克許提出加入里奇告訴蒂芙尼他有三張門票，希望她能一同出席，與她修補關係的對白。此外，摩斯-貝克許提到雖然劇情未有交代，但里奇購買深盤披薩的外賣店其實正是由埃德溫·李·吉布森（Edwin Lee Gibson）飾演的埃布拉海姆從廚藝學校退學後短暫工作的那家外賣店。
該分集選用了泰勒絲的為配樂。執行製作人約什·森尼爾（Josh Senior）指他之所以選用該曲是因為創作團隊在撰寫劇本期間一同去了泰勒絲的演唱會，並注意到泰勒絲粉絲中有著各式各樣的人，因此萌生以她的歌曲連繫各個角色的想法，遂在劇中加入里奇女兒要里奇代購泰勒絲門票的劇情，以此作為里奇與前妻和女兒的連繫。森尼爾指劇組並沒有挑選後備歌曲，幸好泰勒絲的團隊在第一次洽談後便同意讓《大熊餐廳》使用歌曲，他更形容對方是「極為支持和願意合作」。摩斯-貝克許指他並非泰勒絲的粉絲，因此起初為要在劇中演繹她的歌曲而感到緊張，但他對該橋段最終所呈現的效果非常滿意。

### 選角

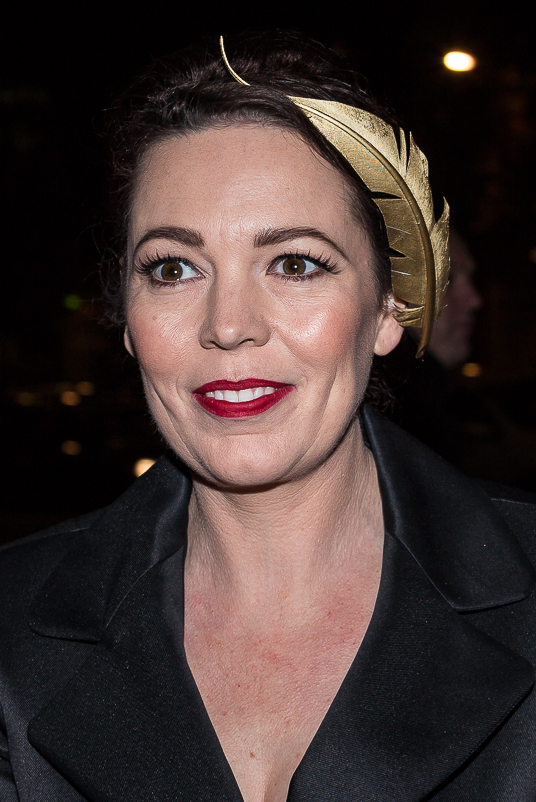
客串該分集的奧莉薇亞·柯爾曼

《大熊餐廳》的選角導演珍妮·巴查拉克（Jeanie Bacharach）指她和兩位主創人都在籌拍期間列出了希望合作的演員。由於在三人的名單上都包括奧莉薇亞·柯爾曼，因此他們便嘗試邀請她客串。為柯爾曼處理美國片約的經理人起初質疑柯爾曼是否會對該劇感興趣，不過仍有將資料轉交。柯爾曼的英國經理人剛好是該劇的粉絲，因此在她的游説下令柯爾曼同意客串參演。吉利安·雅各布斯在現實中是斯托勒的女友，並曾在第一季客串聲演里奇前妻的留言信箱錄音，因此斯托勒邀請她再度客串以里奇為核心角色的〈餐叉〉。而莎拉·拉莫斯在劇中飾演高級餐廳的副廚師長，她為了準備角色而在Ever的後廚實習數晚。

### 拍攝
〈餐叉〉於2023年3月在芝加哥的兩星米芝蓮餐廳Ever取景，時長大約一週，餐廳為了讓劇組拍攝而在該週暫停營業。《大熊餐廳》的料理顧問馬特·丹科（Matt Danko）曾與Ever的兩位老闆兼主廚邁克爾·穆瑟（Michael Muser）和柯蒂斯·達菲（Curtis Duffy）一起在一家三星米芝蓮餐廳共事並熟絡，當丹科在為劇組尋找合適的取景地點時他便想到穆瑟和達菲開辦的餐廳Ever，認為該餐廳別具芝加哥風格。拍攝團隊一共有二十五人，包括劇組的另一位料理顧問考特尼·斯托勒（Courtney Storer），他們將場景設定成可以同時招待六十位顧客，並以真實的食物而非道具進行拍攝。劇中的菜式都參照Ever的真實菜單設計，並由Ever的廚師在現場即時烹製，其中部份菜式是由穆瑟和達菲親自製作，包括里奇首次送餐時為客人奉上的棉花糖，而里奇外購的深盤披薩則是從培闊德披薩（Pequod’s Pizza）購買。此外，劇中演員所穿的制服是Ever的官方制服，而餐廳的接待主管艾米·科德爾（Amy Cordell）亦有在數個鏡頭中客串。

## 評價
該分集普遍獲得正面評價，主要在敍事方式、劇情鋪排、配樂、演出表現和對里奇的角色型塑等方面備受讚譽，《綜藝》、《信使報》和MovieWeb都將該分集評為《大熊餐廳》第二季的最佳分集。
《滾石》的阿蘭·塞平沃爾形容〈餐叉〉是他最喜愛的分集，指里奇由厭惡抹叉到為客人提供服務後開始產生滿足感，使本來病態地自卑的他找到目標，並從後續集數可見他終於有所成長。同時，他亦讚揚奧莉薇亞·柯爾曼客串的橋段極其吸引和令人放鬆，而且她對里奇的鼓勵作用甚大，與在同週開播、同樣由柯爾曼出演的《秘密入侵》比較更高下立見。《綜藝》的丹尼爾·達達里奧（Daniel D'Addario）認為里奇在第一季主要作為卡米的反襯，直至該分集才迎來高光時刻，透過他在餐廳工作的片段逐步成長，並讚揚該分集未有因上乘的拍攝技巧和一線演員客串而淡化角色的心理描寫，反而加入一段輕鬆和富有意義的對話，更能引起觀眾對角色的重視。Vulture的瑪拉·埃金（Marah Eakin）亦有類似看法，認為柯爾曼的客串除了令人驚喜外，她與里奇的對話亦富有深度和觸動人心，而且與廚房橫幅「每一秒都很重要」相呼應。不過她指出柯爾曼作為卡米前同事的設定其實與劇情時間線對不上。《獨立一綫》的史蒂夫·格林（Steve Greene）讚揚該分集建構出充滿細節的寫真餐廳環境和呈現了出色且用心的食材準備環節，並豐富了里奇的角色線，透過讓他在高級餐廳工作而重拾人生目標，同時又平衡了在廚房外的世界，提到里奇在工作以外跟前妻的關係，讓觀眾更了解里奇的心理狀況。
此外，格林形容里奇一邊唱著，一邊開車回家一幕為他最喜歡的橋段，認為該幕將里奇的脾氣、熱情和對事業愛情兩失意的沮喪呈現，並象徵里奇終於蛻變，以至在後續集數終於令同事們和他站到同一陣線。Decider的妮可·加盧奇（Nicole Gallucci）亦讚揚《愛的故事》是意外地完美的選曲，能夠同時令氣氛變得輕鬆、呈現里奇的成長、提醒觀眾里奇都有柔弱的一面和表露他對未來的憧憬，更坦言她沒想過「一位四十五歲大叔在車裡嘶吼竟會令自己嚎哭」。Collider的帕特里克·曹伊勒（Patrick Caoile）同樣認為是完美的選曲，不過他給出的理由是該曲與劇情相呼應，一方面與里奇的自身感情生活形成對比，另一方面象徵著里奇的成長，尤其是當他開車在芝加哥街道上飛馳時正唱著「羅密歐救救我，我一直感到孤單」（"Romeo save me, I’ve been feeling so alone"）一句，更反映出他在迷惘中終於初嚐成功滋味以及對他所造成的影響。曹伊勒也認為該曲並非毫無預警地突然加插，而是在前面三集已作鋪墊，以里奇的女兒艾娃讓里奇購買泰勒絲演唱會門票為伏線，自然地將泰勒絲的歌曲引入劇情。而以悲劇《羅密歐與茱麗葉》為主題的該曲又同時為後續情節埋下伏筆，象徵了劇中的幾對情侶，包括里奇和蒂芙尼、卡米和克萊兒以及馬克斯和辛妮，將均會以悲劇收場。

## 外部連結
- 互联网电影数据库上餐叉的资料（英文）